# Valle de la Muerte (Polonia)
El Valle de la Muerte  (en polaco: Dolina Śmierci) es un pequeño valle de Polonia localizado en Fordon, Bydgoszcz, al norte del país. Se trata de un sitio destinado a los asesinatos masivos por parte de la Alemania nazi además de una fosa común de entre 5000 y 6.600 polacos y judíos asesinados entre octubre y noviembre de 1939 por algunos alemanes del lugar (Selbstschutz) y la Gestapo. Los asesinatos fueron parte de la operación Intelligenzaktion en Pomerania, una acción nazi, dirigida a la eliminación de la intelectualidad polaca en Reichsgau Danzig-Prusia Occidental, que incluía el antiguo Voivodato de Pomerania ("Corredor Polaco"), al comienzo de la Segunda Guerra Mundial. Fue parte de la acción genocida más grande que se llevó a cabo por parte los alemanes en la Polonia ocupada, llamada Operación Tannenberg.